# Platylomalus terraereginae
Platylomalus terraereginae är en skalbaggsart som först beskrevs av Blackburn 1903.  Platylomalus terraereginae ingår i släktet Platylomalus och familjen stumpbaggar. Inga underarter finns listade i Catalogue of Life.